# Liste von Persönlichkeiten der Stadt Pula
Diese Liste von Persönlichkeiten der Stadt Pula enthält alle Persönlichkeiten, die dort geboren wurden. Sie erhebt keinen Anspruch auf Vollständigkeit.

## Bis 1900
- Pietro Tradonico († 864), Doge von Venedig
- Antonio Smareglia (1854–1929), italienischer Komponist
- Franz Karl Ginzkey (1871–1963), österreichischer Offizier, Dichter und Schriftsteller
- Max Edler von Poosch (1872–1968), österreichischer Porträt- und Landschaftsmaler
- Emilie von Hallavanya (1874–1960), österreichische Malerin
- Hede von Trapp (1877–1947), österreichische Malerin
- Mihovil Abramić (1884–1962), Archäologe
- Harry Heusser (1886–1943), österreichischer Marinemaler und Grafiker
- Karl Albrecht von Habsburg-Lothringen (1888–1951), österreichischer und polnischer Militär, Gutsbesitzer und Kandidat für den polnischen Königsthron ab 1916
- Hermann Wolf (1889–1978), österreichisch-deutscher Mediziner, Zahnmediziner und Hochschullehrer
- Herman Potočnik (1892–1929), österreichischer Offizier und Raumfahrttheoretiker
- Leo Karl von Habsburg-Lothringen (1893–1939), österreichischer und polnischer Militär
- Hans Sidonius Becker (1895–1948), österreichischer Autor, Maler und Widerstandskämpfer
- Wilhelm Franz von Habsburg-Lothringen (1895–1948), österreichischer Offizier und während des Ersten Weltkriegs habsburgischer Thronkandidat für einen ukrainischen Satellitenstaat
- Irene Schaschl-Schuster (1895–1979), österreichische Kunstgewerblerin
- Harry Hardt (1899–1980), österreichischer Bühnen-, Film- und Fernsehschauspieler
- Francesco Zagar (1900–1976), italienischer Astronom

## 20. Jahrhundert

### 1901 bis 1960
- Georg Waue (1901–1945), deutscher Konteradmiral, 1945 in Pula von Tito-Partisanen erschossen
- Harald Leithe-Jasper (1904–1977), deutscher Diplomat in der Zeit des Nationalsozialismus
- Friedrich Wilhelm Cavallar von Grabensprung (1904–1989), altösterreichischer Ingenieur, Erfinder, Offizier und Kfz-Sachverständiger
- Antonio Vojak (1904–1975), italienischer Fußballspieler und -trainer
- Mariano Drago (1907–1986), Dirigent, Musikpädagoge und Komponist
- Oliviero Vojak (1911–1932), italienischer Fußballspieler
- Wolf von Aichelburg (1912–1994), siebenbürgisch-deutscher Schriftsteller
- Wilhelm Ehm (1918–2009), Stellvertretender Minister für Nationale Verteidigung im Ministerrat der DDR und Chef der Volksmarine
- Alida Valli (1921–2006), italienische Schauspielerin
- Rossana Rossanda (1924–2020), italienische Intellektuelle und Schriftstellerin
- Eugenio Ravignani (1932–2020), italienischer Geistlicher, Bischof von Triest
- Sergio Endrigo (1933–2005), italienischer Sänger und Songwriter
- Mate Parlov (1948–2008), Boxer
- Laura Antonelli (1941–2015), italienische Schauspielerin
- Aurelio Juri (* 1949), slowenischer Politiker

### 1961 bis 1980
- Alka Vuica (* 1961), Songwriterin und Sängerin
- Tamara Obrovac (* 1962), Jazzsängerin und Komponistin
- Velimir Rajić (* 1966), Handballspieler
- Tony Cetinski (* 1969), Musiker, Sänger und Moderator
- Massimo Demarin (* 1979), Radrennfahrer
- Damir Burić (* 1980), Wasserballspieler

### 1981 bis 2000
- Jadranka Đokić (* 1981), Schauspielerin
- Ivan Đerman (* 1983), Basketballspieler
- Stiven Rivić (* 1985), Fußballspieler
- Stjepan Hauser (* 1986), Cellist (2Cellos)
- Sandi Križman (* 1989), Fußballspieler
- Deni Žmak (* 1989), Tennisspieler
- Tereza Mrdeža (* 1990), Tennisspielerin
- Valentino Stepčić (* 1990), Fußballspieler
- Marko Buvinić (* 1992), Handballspieler
- Izabela Lojna (* 1992), Fußballspielerin
- Filip Perić (* 1996), Handballspieler
- David Barišić (* 1997), Fußballspieler
- Rene Sain (* 1997), Volleyballspielerin
- Marin Karamarko (* 1998), Fußballspieler
- Karlo Kajin (* 1999), Tennisspieler

## 21. Jahrhundert
- Rocco Žiković (* 2005), Fußballspieler